# Tabanus formosiensis
Tabanus formosiensis är en tvåvingeart som beskrevs av Ricardo 1911. Tabanus formosiensis ingår i släktet Tabanus och familjen bromsar.
Artens utbredningsområde är Taiwan. Inga underarter finns listade i Catalogue of Life.